# Glebe (Bressay)

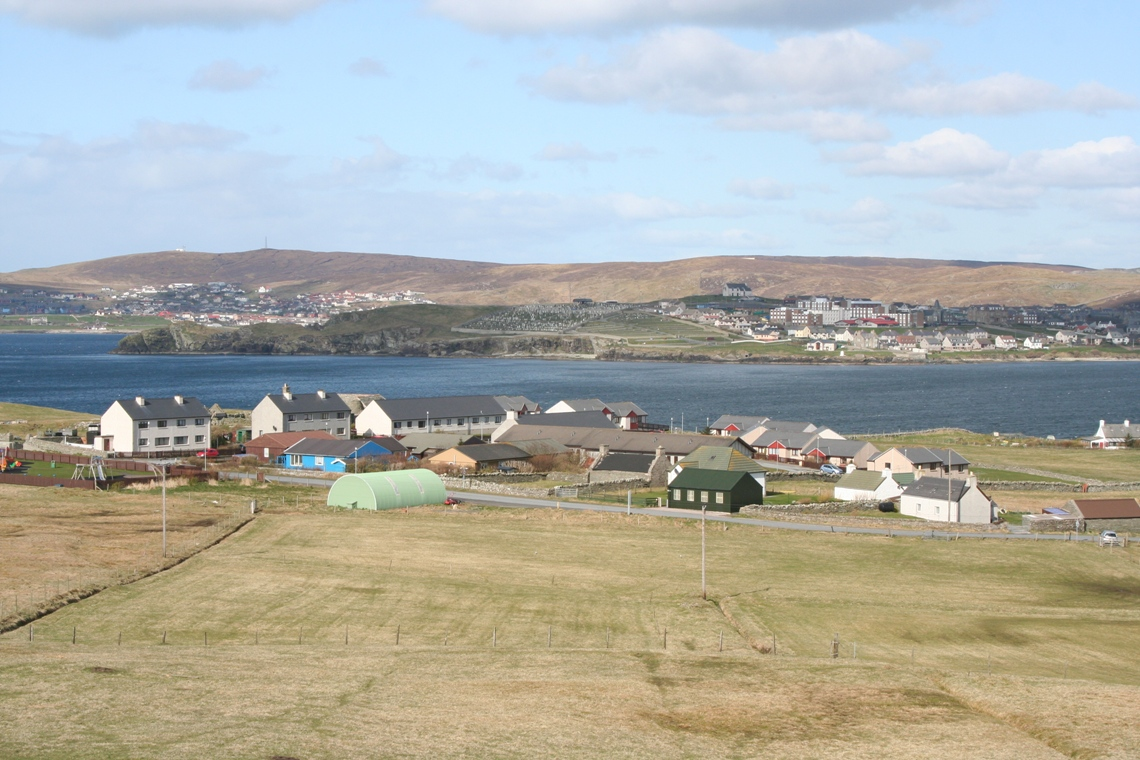
Blick über Glebe auf Lerwick im Westen

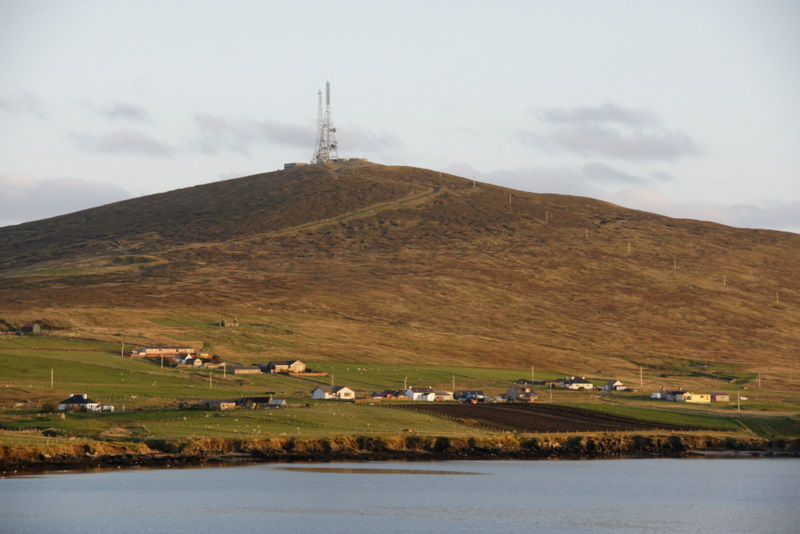
Glebe und der Ward of Bressay

Glebe ist eine Ortschaft, die im Südosten der zu Schottland zählenden Shetlands liegt.

## Geographie
Glebe ist eine lose strukturierte Siedlung, die im Westen der Insel Bressay, leicht erhöht über der östlichen Küste des Bressay Sounds liegt. Überragt wird es im Südosten vom 227 Meter hohen Ward of Bressay. Ortschaften in der Nähe sind Mail im Norden und Ham im Süden.

## Historisches
Im Rahmen der historischen Gliederung Schottlands in Civil Parishes zählt Glebe zu Bressay. Im Ort ist der Bauernhof The Glebe 1997 als Listed Building der Kategorie B eingestuft worden.